# Asyneuma
Genre
Asyneuma est un genre de plantes à fleurs de la famille des Campanulaceae originaire d'Eurasie et d'Afrique du Nord.

## Liste d'espèces
Le genre Asyneuma compte une trentaine d'espèces. Selon les auteurs certaines espèces peuvent être ratachées au genre Campanula
- Asyneuma amplexicaule (Willd.) Hand.-Mazz. - Turquie, Iran, Iraq, Caucase
- Asyneuma anthericoides (Janka) Bornm. - Balkans
- Asyneuma argutum (Regel) Bornm. - Asie centrale
- Asyneuma babadaghense Yildiz & Kit Tan - Turquie
- Asyneuma campanuloides (M.Bieb. ex Sims) Bornm. - Caucase
- Asyneuma canescens (Waldst. & Kit.) Griseb. & Schenk - Balkans, Ukraine
- Asyneuma chinense D.Y.Hong - Guangxi, Guizhou, Hubei, Sichuan, Yunnan
- Asyneuma compactum Damboldt - Turquie
- Asyneuma davisianum Yildiz & Kit Tan - Turquie
- Asyneuma ekimianum Yildiz & Kit Tan - Turquie
- Asyneuma filipes (Nábelek) Damboldt - Turquie, Iraq
- Asyneuma fulgens (Wall.) Briq. - Inde, Tibet, Myanmar
- Asyneuma giganteum (Boiss.) Bornm. - Grèce
- Asyneuma ilgazense Yildiz & Kit Tan - Turquie
- Asyneuma isauricum Contandr., Quézel & Pamukç - Turquie
- Asyneuma japonicum (Miq.) Briq. - Japon, Corée, Manchourie, Russie extrème orientale
- Asyneuma junceum Parolly - Turquie
- Asyneuma limonifolium (L.) Janch. - Balkans, Italie, Turquie
- Asyneuma linifolium (Boiss. & Heldr.) Bornm. - Turquie
- Asyneuma lobelioides (Willd.) Hand.-Mazz. - Turquie, Caucase
- Asyneuma lycium (Boiss.) Bornm. - Turquie
- Asyneuma macrodon (Boiss. & Hausskn.) Bornm. - Iran
- Asyneuma michauxioides (Boiss.) Damboldt - Turquie
- Asyneuma persicum (A.DC.) Bornm. - Turquie, Iraq, Iran
- Asyneuma pulchellum (Fisch. & C.A.Mey.) Bornm.- Turquie, Iraq, Iran, Caucass
- Asyneuma pulvinatum P.H.Davis - Turquie
- Asyneuma rigidum (Willd.) Grossh. - Algerie, Caucase, Turquie, Iran, Iraq, Liban, Sinai, Syrie
- Asyneuma thomsonii (C.B.Clarke) Bornm. - Himalaya occidental
- Asyneuma trichocalycinum (Boiss.) Bornm. - Turquie
- Asyneuma trichostegium (Boiss.) Bornm. - Turquie
- Asyneuma virgatum (Labill.) Bornm. - Grèce, Turquie, Iran, Caucase, Syrie